# Sarcosoma latahense
Pseudosarcosoma latahensis ingår i släktet Pseudosarcosoma och familjen Chorioactidaceae.  Inga underarter finns listade i Catalogue of Life. Pseudosarcosoma latahensis flyttades från Sarcosoma efter att det bevisats att den inte är nära släkt med Bombmurkla.